# Alisotrichia chorra
Alisotrichia chorra är en nattsländeart som beskrevs av Oliver S. Flint Jr. 1970. Alisotrichia chorra ingår i släktet Alisotrichia och familjen smånattsländor. Inga underarter finns listade i Catalogue of Life.